# Una pica en Flandes
Una pica en Flandes es una novela del escritor cubano-uruguayo Daniel Chavarría, publicada en el 2006. El libro fue dedicado a los cinco cubanos presos en los Estados Unidos.

## Sinopsis
Sobre la novela, Chavarría ha dicho:
"...es un experimento, aunque no acostumbro a hacer literatura experimental —no se asusten. Está redactada en términos bastante convencionales, pero con una estructura un poco rara. Se cuenta las vidas divertidas y muy conflictivas de tres personajes con sus parejas. Es de ese tipo de literatura que no permite que la gente suelte el libro. Una novela de alto contenido político sin “teque”. Apelo al recurso de la emoción, provocando que se enamoren de los protagonistas o, al menos, participen activamente de sus peripecias. Después, uno puede, de una manera subrepticia, introducir un mensaje ideológico. No olvides que si la literatura se convierte en proclama o en ensayo, pierde calidad estética. En ella aparece una organización que por azar adquiere una fabulosa fortuna, y decide dedicarla a una obra humanitaria. Por ello, necesita hallar jóvenes muy inteligentes, moralmente impecables y de confianza para manejar el capital. Y me detengo aquí, pues no me comprarán el libro..."

## Ediciones
- Diciembre de 2009; Txalaparta argitaletxea (Tafalla) ()